# Общност на независимите държави
Общността на независимите държави (на руски: Содружество Независимых Государств), съкратено ОНД (СНГ), е регионална международна организация, имаща за цел да регулира сътрудничеството между страни, влизали по-рано в състава на СССР. Седалища са Москва и Минск.
Общността е междудържавно, а не наддържавно образувание и функционира на доброволна основа. Включва днес 10 (9 действителни и 1 асоциирана) членки от 15-те държави, наследили съюзните републики на бившия Съветски съюз. Членувалите по-рано Грузия и Украйна са напуснали. Останалите 3 прибалтийски републики (Литва, Латвия, Естония) не са участвали.
Най-големите градове на ОНД са Москва, Санкт Петербург, Ташкент, Баку, Алмати, Минск. Организацията се е председателствала от руските президенти Борис Елцин, Владимир Путин и Дмитрий Медведев.

## История
Организацията е основана на 8 декември 1991 г. с подписването от президентите на РСФСР, УССР и БССР на Споразумение за създаването на Организация на независимите държави (Соглашение о создании Содружества Независимых Государств), наричано още Беловежко споразумение, сключено във Вискули (Беловежката гора) край Брест (Беларус).
В документа, състоящ се от преамбюл и 14 точки, се казва, че СССР прекратява съществуването си като субект на международното право. Основавайки се на историческата общност на народите им, връзките между тях и зачитайки двустранните договори, стремежа към демократични правни държави и намерението за развиване на отношения на основата на взаимно признание и уважение на държавния суверенитет, страните се договарят за образуването на Организация на независимите държави.
На 10 декември с.г. споразумението е ратифицирано от върховните съвети на Беларус и на Украйна, а на 12 декември – и от Върховния съвет на Русия. Руският парламент ратифицира документа с голяма разлика в гласовете: „за“ – 188 гласа, „против“ – 6, „въздържали се“ – 7.
На 13 декември с.г. в Ашхабад се провежда среща на президентите на 5-те средноазиатски държави, влизащи в състава на СССР: Казахстан, Киргизия, Таджикистан, Туркменистан и Узбекистан. Ключово е заявлението, в което страните изразяват съгласието си да влязат в организацията, но при условие че се осигури равноправно участие на субектите на бившия съюз и признаване на всички държави в ОНД за учредители. Впоследствие президентът на Казахстан Нурсултан Назарбаев предлага страните да се съберат в Алмати, за обсъждане на въпросите и приемане на съвместно решение.
В организираната специално за тези цел среща взимат участие ръководителите на 11 бивши съветски съюзни републики: Азербайджан, Армения, Беларус, Казахстан, Киргизия, Молдова, Русия, Таджикистан, Туркменистан, Узбекистан и Украйна (от бившите съюзни републики отсъстват Латвия, Литва, Естония и Грузия). В резултат на срещата на 21 декември 1991 г. е подписана Алматинската декларация, в която се излагат целите и принципите на ОНД. В нея се формулира, че взаимодействието между участниците в организацията „ще се осъществява на принципа на равноправие чрез координиращи институти, формирани на паритетна основа и действащи в порядък, определен от споразуменията между участниците в организацията, която е нито държавно, нито наддържавно образувание“. Също така се запазват обединеното командване на военностратегическите сили и единният контрол на ядреното оръжие, уважава се взаимният стремеж към статут на неядрена и (или) неутрална държава, декларира се привързаност към сътрудничество при формирането и развитието на общо икономическо пространство. Констатира се фактът на прекратяване на съществуването на СССР с образуването на ОНД.
Алматинската среща става важен стълб в изграждането на постсъветското пространство, тъй като завършва процеса на преобразуване на бившите съюзни републики на СССР в суверенни държави. Последните държави, ратифицирали Алматинската декларация, са Азербайджан (24 септември 1993 г.) и Молдова (8 април 1994 г.), които дотогава са асоциирани членки на организацията. През 1993 г. действителен член на ОНД става Грузия.
Първите години на организацията до голяма степен са посветени на организационни въпроси. На първата среща на ръководителите на държавите от ОНД, която се провежда в Минск на 30 декември 1991 г., е подписано Временно споразумение за Съвета на държавните глави и Съвета на правителствените глави на Общността на независимите държави (Временное соглашение о Совете глав государств и Совете глав правительств Содружества Независимых Государств). Всяка държава има право на 1 глас, решенията се взимат въз основа на консенсус.
Освен това е подписано Споразумение на Съвета на главите на държавите участнички в Общността на независимите държави за въоръжените сили и граничните войски (Соглашение Совета Глав Государств-участников Содружества Независимых Государств о Вооруженных Силах и Пограничных войсках), в което се потвърждава законното право на държавите участнички на създаване на собствени въоръжени сили.
Организационният етап завършва на 22 януари 1993 г., когато в Минск е приет Уставът на ОНД, основополагащият документ на организацията.
През периода 2003 – 2005 г. 3 страни-членки на ОНД сменят правителствата си след серия от цветни революции. Едуард Шеварднадзе е свален от власт в Грузия, Виктор Юшченко е избран в Украйна и Аскар Акаев e свален от власт в Киргизстан.
През февруари 2006 г. Грузия официално се оттегля от Съвета на министрите на отбраната с изявлението, че „Грузия започва курс за приемане в НАТО и не може да бъде едновременно в 2 военни организации“, но остава пълноправен член на ОНД до август 2009 г., когато напуска в резултат на Руско-грузинската война.
През март 2007 г. Игор Иванов, секретар на Съвета за сигурност на Русия, подчертава, че Евразийската икономическа общност става все по-компетентна организация за обединението на големите страни в ОНД.
След оттеглянето на Грузия президентите на Узбекистан, Таджикистан и Туркменистан пропускат срещата на ОНД през октомври 2009 г.
През май 2009 г. 6 държави – Армения, Азербайджан, Беларус, Грузия, Молдова и Украйна – се присъединяват към Източното партньорство, проект на Европейския съюз.
На 19 март 2014 г. правителството на Украйна взема решение да напусне ОНД, както и да въведе визи за граждани на Русия и за граждани на други държави в Общността. Въпреки това Украйна официално не е подала заявление за напускане в парламентарната асамблея на ОНД. Тя спира да плаща членския си внос като член на ОНД след 2013 г., отказва да участва в заседания на организацията. Въз основа на тези ѝ действия някои членки са искали изключване на Украйна от ОНД.
На 16 декември 2015 г. президентът на Русия В. Путин подписва указ за въвеждането на визи за украински граждани и отменя спогодбата за свободна търговия в рамките на ОНД със самоизключилата се Украйна.

## Цели
Общността е създадена на основата на принципа на зачитане на суверенитета на нейните членове с цел да подпомогне организираното прехвърляне на управленските функции и договорни задължения на СССР към наследилите го независими републики. Нейните цели са да бъдат доразвити и заздравени отношенията на приятелство, добросъседство, междуетническо разбирателство, доверие, взаимно разбиране и сътрудничество между страните членки на ОНД. Целите на икономическия съюз са създаване на общо икономическо пространство на основата на свободното придвижване на стоки, услуги, работна ръка и капитали и осъществяване на съгласувана политика в областта на икономиката, финансите и търговията.

## Структура
Институционалната структура на общността включва съвет на държавните ръководители, съвет на правителствените ръководители, съвети на министрите на външните работи и на отбраната и изпълнителен комитет. Съветът на командващите граничните войски, Междудържавният комитет на икономическия съюз и Междупарламентарното събрание завършват основната институционна рамка. Съветът на държавните ръководители е върховният орган, определящ политиката на организацията. Той се събира поне 2 пъти годишно и взема решения с общо съгласие. Съветът на правителствените ръководители, който може да има съвместни заседания със съвета на държавните ръководители, се събира поне веднъж на 3 месеца. Министерските срещи се провеждат, за да бъдат обсъдени въпроси, свързани с външните дела, отбраната, енергетиката, транспорта и околната среда, както и други въпроси. Изпълнителният комитет е учреден на 2 април 1999 г. на мястото на предишния изпълнителен секретариат и други работни органи и комитети. Председателят на изпълнителния комитет изпълнява и функцията на изпълнителен секретар.
Постоянното седалище на Междупарламентарното събрание (Межпарламентская ассамблея), която има свой собствен секретариат, се намира в Санкт Петербург.

## Дейност
Върху дейността на общността дават отражение няколко отрицателни фактора, включително тежки икономически затруднения и регионални конфликти, в резултат на което са осъществени само част от международните документи, подписани в нейните рамки. Периодичните политически и икономически напрежения между членове и натискът на по-малки групировки, преследващи конкретни цели в по-широката структура на общността, пречат за стабилното развитие на организацията. Общността е приела мерки в политическата, военната и социално-икономическата области и за реформиране и опростяване на организационния механизъм. Сформирани са колективни мироопазващи сили, които да регулират локалните конфликти в страните членки, като същевременно се извършва координиране на усилията в борбата с международния тероризъм и екстремизъм. Постепенно икономическото сътрудничество се налага като приоритетна област с цел установяване на многостранна свободна търговска зона като първа стъпка към създаване на общ пазар. Поради различията в икономическия потенциал и степента на реформиране на вътрешните икономики се налага приемане на графици за всеки член на общността.

## Държави членки
Съгласно действащия устав на Организацията на независимите държави, държави-учредителки на организацията са тези държави, които към момента на приемане на устава са подписали и ратифицирали Споразумението за създаване на ОНД от 8 декември 1991 г. и протокола от 21 декември 1991 г. към него. Страни-членки на организацията са тези държави-учредителки, които приемат задълженията, указани в Устава, в течение на година след приемането му от Съвета на държавните ръководители.
За встъпване в организацията потенциалният член е длъжен да споделя целите и принципите на ОНД, да приема задълженията, съдържащи се в Устава, а също така да получи съгласието на всички държави членки. Освен това Уставът предвижда категориите асоциирани членки (държави, които участват в отделни дейности на организацията при условия, определени със споразумение за асоциирано членство) и наблюдатели (държави, чиито представители могат да присъстват на заседанията на органите на организацията по решение на Съвета на държавните ръководители).
Действащият Устав регламентира реда на излизане на държава членка от организацията. За това е нужно 1 година преди излизането си дадената  държава да извести в писмен вид депозитаря на Устава. Също така държавата е длъжна напълно да изпълни задълженията си по Устава, възникнали в периода на участието ѝ в ОНД.
Според руски коментатори през 2008 година Афганистан проявява интерес към включване в ОНД.

### Членове
| Държава      | Подписала        | Ратифицирала      | Ратифицирала устава | Статут            |
| ------------ | ---------------- | ----------------- | ------------------- | ----------------- |
| Армения      | 21 декември 1991 | 18 февруари 1992  | 16 март 1994        | действителен член |
| Азербайджан  | 21 декември 1991 | 24 септември 1993 | 14 декември 1993    | действителен член |
| Беларус      | 8 декември 1991  | 10 декември 1991  | 18 януари 1994      | действителен член |
| Казахстан    | 21 декември 1991 | 23 декември 1991  | 20 април 1994       | действителен член |
| Киргизстан   | 21 декември 1991 | 6 март 1992       | 12 април 1994       | действителен член |
| Молдова      | 21 декември 1991 | 8 април 1994      | 27 юни 1994         | действителен член |
| Русия        | 8 декември 1991  | 12 декември 1991  | 20 юли 1993         | действителен член |
| Таджикистан  | 21 декември 1991 | 26 юни 1993       | 4 август 1993       | действителен член |
| Узбекистан   | 21 декември 1991 | 1 април 1992      | 9 февруари 1994     | действителен член |
| Туркменистан | 26 декември 1991 | 26 декември 1991  | не е ратифицирала   | асоцииран член    |

### Напуснали
| Държава | Подписала | Ратифицирала     | Ратифицирала устава | Напуснала      | Ефективно от   |
| ------- | --------- | ---------------- | ------------------- | -------------- | -------------- |
| Грузия  | –         | 3 декември 1993  | 19 април 1994       | 18 август 2008 | 17 август 2009 |
| Украйна | –         | 10 декември 1991 | не е ратифицирала   | 19 март 2014   | 19 май 2018    |

## Външни отношения
На 24 март 1994 г. общността получава статут на наблюдател в Общото събрание на ООН. Установени са много тесни връзки с Европейския съюз, особено в рамките на програмата TACIS и на организацията за сигурност и сътрудничество в Европа (ОССЕ).

## Родствени организации

### Зона за свободна търговия (ЗСТ)
През 1994 г. страните от ОНД се споразумяват за създаване на зона за свободна търговия, но споразумението така и не е подписано, така че през 2009 г. е постигнато ново споразумение за създаване на зона за свободна търговия от началото на 2011 г. Споразумението от 1994 г. би покрило всички членове на ОНД, с изключение на Туркменистан.
През октомври 2011 г. новият договор за свободна търговия е подписан от 8 от 11-те страни-членки на ОНС – Армения, Беларус, Казахстан, Киргизстан, Молдова, Русия, Таджикистан и Украйна – по време на среща в Санкт Петербург. Премиерите на ОНД също подписват споразумение за основните принципи за контрол и регулиране на валутата в страните-членки. Единствените държави от ОНД, които не подписват споразумението за свободна търговия, са Азербайджан, Узбекистан и Туркменистан, които обмислят възможността да подпишат споразумението по-късно и искат няколко седмици за размисъл. Самото споразумение е приготвено през май 2011 г., но подписването е забавено, за да се даде възможност за разрешаване на споровете между някои азиатски страни.
Споразумението за свободна търговия ще премахне митата за внос и износ на някои стоки, но съдържа редица изключения, които впоследствие ще бъдат премахнати.

### Евразийска икономическа общност (ЕАИО)
Евразийската икономическа общност (ЕАИО) произхожда от митнически съюз между Беларус, Русия и Казахстан, създаден на 29 март 1996 г.
Той е преименуван на ЕАИО на 10 октомври 2000 г., когато Беларус, Казахстан, Киргизстан, Русия и Таджикистан подписват договора. Общността е официално създадена, когато договорът е ратифициран от 5-те държави през май 2001 г. Армения, Молдова и Украйна имат статут на наблюдатели.
ЕАИО работи за създаване на общ енергиен пазар и изследване на по-ефикасно използване на вода в централна Азия.

### Организация за централноазиатско сътрудничество
Казахстан, Киргизстан, Таджикистан, Туркменистан и Узбекистан основават ЦАС през 1991 г. като Централноазиатска общност. Организацията продължава да съществува през 1994 г. като Централноазиатски икономически съюз (ЦАИС), в който Таджикистан и Туркменистан не участват. През 1998 г. става Централноазиатско икономическо сътрудничество, в което се връща Таджикистан. През 28 февруари 2002 г. е преименувано на сегашното ѝ име. Русия се присъединява на 28 май 2004 г.
На 7 октомври 2005 държавите членки решават, че Узбекистан ще се присъедини към ЕАИО и че двете организации ще се съединят. Организациите се сливат на 25 януари 2006 г. Не е ясно какво става със статута на досегашните наблюдатели в ЦАС, които не са наблюдатели в ЕАИО (Грузия и Турция).
През 2014 г. организацията е закрита и на нейно място е образуван ЕАИС.

### Общо икономическо пространство
След дискусия за създаване на общо икономическо пространство между Русия, Украйна, Беларус и Казахстан е обявено принципно споразумение след среща в Ново-Огарьово на 23 февруари 2003 г. Общото икономическо пространство е предвидено да включва международна комисия за търговия и мита, базирана в Киев, отначало оглавена от представител на Казахстан, без да е подчинена на правителствата на 4-те страни. Крайната цел е регионална организация, която да бъде открита за членство и за други страни и която евентуално да може да доведе до обща валута.
На 22 май 2003 г. украинският парламент гласува с 266 гласа „за“ и 51 „против“ общото икономическо пространство. Въпреки това повечето смятат, че победата на Виктор Юшченко в президентските избори през 2004 г. представлява значителен удар срещу проекта: Юшченко проявява интерес към присъединяването на Украйна към Европейския съюз, което би било несъвместимо с общото икономическо пространство. Виктор Янукович, наследникът на Юшченко, заявява на 27 април 2010 г., че „влизането на Украйна в митническия съюз на Русия, Беларус и Казахстан не е възможно днес, защото икономическите принципи на Световната търговска организация не го позволяват, а ние разработваме нашата политика според принципите на СТО“. Украйна е член на СТО.
Митнически съюз на Беларус, Казахстан и Русия е създаден през 2010 г., като общ пазар е предвиждан за 2012 г.

### Организация на Договора за колективна сигурност
Организацията на Договора за колективна сигурност (Организация Договора о Коллективной Безопасности), съкратено ОДКС (ОДКБ), води началото си от Ташкентския договор (Ташкентский договор), който започва като Договор за колективна сигурност на ОНД, подписан в Ташкент от Армения, Казахстан, Киргизстан, Русия, Таджикистан и Узбекистан на 15 май 1992 г. След това Азербайджан подписва договора на 24 септември 1993 г., Грузия на 9 декември 1993 г. и Беларус на 31 декември 1993 г. Договорът става ефективен на 20 април 1994 г.
ДКС е в сила 5 години, освен ако не бъде удължен. На 2 април 1993 г. само 6 страни членки на ОДКС подписват протокол, подновяващ договора за още 5 години. Азербайджан, Грузия и Узбекистан отказват да го подпишат, оттеглят се от договора и заедно с Молдова и Украйна създават група, ориентирана към Запада и САЩ, наречена ГУАМ (Грузия, Узбекистан / Украйна, Азербайджан, Молдова).
Организацията ДКС е наименувана ОДКС в Ташкент на 7 октомври 2002 г. Николай Бордюжа е назначен за генерален секретар на новата организация.
През 2005 г. участниците в ОДКС провеждат няколко съвместни военни учения. През 2005 г. Узбекистан се оттегля от ГУАМ и на 23 юни 2006 г. става пълноправен член на ОДКС, като членството е официално ратифицирано от парламента на 28 март 2008 г. ОДКС е организация наблюдател в Общото събрание на ООН.
Уставът потвърждава желанието на всички участващи държави да се въздържат от използване на сила. Подписалите се не могат да участват в други военни организации и агресията срещу страна-членка се счита за агресия срещу всички. ОДКС провежда ежегодни тренировки на военното командване с цел да подобри сътрудничеството в организацията. Най-мащабното учение на ОДКС е „Рубеж 2008“ в Армения, където над 4000 войници от 7 страни-членки на ОДКС провеждат оперативна, стратегическа и тактическа тренировка с акцент върху подобряването на ефикасността на колективната сигурност.
През май 2007 г. генералният секретар на ОДКС Николай Бордюжа заявява, че Иран може да се присъедини към ОДКС, казвайки: „ОДКС е отворена организация. Ако Иран подаде молба за присъединяване съгласно нашия устав, ще обмислим искането.“ Ако Иран се присъедини, ще бъде първата държава извън бившия СССР, която ще стане член на организацията.
На 6 октомври 2007 г. страните-членки на ОДКС се договарят на значително разширение на организацията, което ще създаде миротворчески сили на ОДКС, които могат да бъдат разположени в някоя от държавите членки със или без мандат на ООН. Разширението също позволява на всички страни членки да купуват руски оръжия на същата цена като Русия. ОДКС подписва споразумение с Шанхайската организация за сътрудничество (ШОС) в столицата на Таджикистан Душанбе, за да разшири сътрудничеството по въпроси като сигурността, престъпността и трафика на наркотици.
На 29 август 2008 г. Русия обявява, че ще потърси от ОДКС признаване на независимостта на Абхазия и Южна Осетия, 3 дни след като Русия официално ги признава. На 5 септември 2008 г. Армения приема президентството на ОДКС по време на среща на ОДКС в Москва.
През октомври 2009 г. Украйна отказва да даде разрешение на Антитерористичния център на ОНД да проведе антитерористични учения на нейна територия, защото украинската конституция забранява операции на чужди военни формирования на нейна територия.
Най-големите военни учения на ОДКС, включващи над 12 000 войници (с численост на дивизия), са проведени от 19 до 27 септември 2011 г. с цел да увеличат подготовката и координацията в антидестабилизационни техники от типа на Арабската пролет.

## Икономика
| Държава                                                                                        | Население (2007) | БВП 2006 ($)      | БВП 2007 ($)      | БВП growth (2007) | БВП на глава от населението (2007) |
| ---------------------------------------------------------------------------------------------- | ---------------- | ----------------- | ----------------- | ----------------- | ---------------------------------- |
| Беларус                                                                                        | 9 724 163        | 36 961 815 474    | 45 275 738 770    | 8,6%              | 4656                               |
| Казахстан                                                                                      | 15 408 161       | 81 003 864 916    | 104 849 915 344   | 8,7%              | 6805                               |
| Киргизстан                                                                                     | 5 346 111        | 2 834 168 893     | 3 802 570 572     | 8,5%              | 711                                |
| Русия                                                                                          | 141 941 200      | 989 427 936 676   | 1 294 381 844 081 | 8,5%              | 9119                               |
| Таджикистан                                                                                    | 6 727 377        | 2 142 328 846     | 2 265 340 888     | 3,0%              | 337                                |
| Узбекистан                                                                                     | 26 900 365       | 17 077 480 575    | 22 355 214 805    | 9,5%              | 831                                |
| Общо за ЕАИО                                                                                   | 207 033 990      | 1 125 634 333 117 | 1 465 256 182 498 | 30,17%            | 7077                               |
| Азербайджан                                                                                    | 8 631 512        | 20 981 929 498    | 33 049 426 816    | 25,1%             | 3829                               |
| Грузия (виж долу)                                                                              | 4 357 857        | 7 745 249 284     | 10 172 920 422    | 12,3%             | 2334                               |
| Молдова                                                                                        | 3 667 469        | 3 408 283 313     | 4 401 137 824     | 3,0%              | 1200                               |
| Украйна (виж долу)                                                                             | 46 289 475       | 107 753 069 307   | 142 719 009 901   | 7,9%              | 3083                               |
| Общо за ГУАМ                                                                                   | 62 861 573       | 139 888 538 550   | 186 996 463 870   | 33,68%            | 2975                               |
| Армения                                                                                        | 3 072 450        | 6 384 452 551     | 9 204 496 419     | 13,8%             | 2996                               |
| Туркменистан                                                                                   | 4 977 386        | 6 928 560 446     | 7 940 143 236     | 11,6%             | 1595                               |
| Общо                                                                                           | 277 863 109      | 1 278 421 583 732 | 1 668 683 151 661 | 30,53%            | 6005                               |
| Забележка: Грузия не е член на ОНД от 17 август 2009. Украйна не е член на ОНД от 19 март 2014 |                  |                   |                   |                   |                                    |